# Кодијачки медвед
Кодијачки медвед или кодијачки мрки медвед (Ursus arctos middendorffi) је највећа подврста мрког медведа, која насељава острво Кодијак и још нека острва Кодијачког архипелага. Године 2005. је процењено да популација кодијачког медведа износи 3.526 јединки. 
Овај медвед може достићи тежину и од 680 kg. Одрасли мужјак може бити висок у раменима до 1,5 m, а кад се усправи и до 3 m. Храни се разним бобицама и лососима. Напада и крупне биљоједе, којих није било на острву, док их нису населили људи.